# Bouémoutou
Bouémoutou ist ein Berg im Süden der Insel Anjouan im Inselstaat Komoren.

## Geographie
Der Berg ist ein Vorberg der Hochebene von Mrémani bei Daji. Er ist durch die Schlucht des Daji Mroni von der Ebene getrennt und fällt selbst nach Westen steil zum Meer hin ab.